# Парламентские выборы в Испании (1905)
Парламентские выборы 1905 года в Испании прошли 10 сентября.

## Предыстория
23 июня 1905 года пало консервативное правительство Марсело Аскаррага Пальмеро и председателем Совета Министров был назначен лидер Либеральной партии Эухенио Монтеро Риос, которого поддержали, в том числе, демократы (Монархическая демократическая партия). Новый глава правительства немедленно назначает досрочные выборы.
На выборы 1905 года Либеральная партия пошла единым списком с Монархической демократической, созданной левым либералом Хосе Каналехасом. Такой союз стал возможен после того как либералов возглавил Эухенио Монтеро Риос, близкий к левому крылу партии. Как и на предыдущих выборах, консерваторы выдвинули три списка. Официальный возглавил новый лидер Либерально-консервативной партии Антонио Маура, в упорной борьбе переигравший регенерационистов во главе с Раймундо Фернандесом Вильяверде. Проиграв борьбу за лидерство в партии Вильяверде стал формировать собственную организацию, но умер 15 июля 1905 года, что, впрочем, не помешало «вильявердистас» выдвинуть свой список. Вновь в выборах приняли участие либерал-реформисты Франсиско Ромеро Робледо. Партия Республиканский союз Николаса Сальмерона и Федеративная демократическая республиканская партия, которую теперь возглавлял Франсиско Пи-и-Арсуага, сын её основателя, принимали участие в выборах самостоятельно.

## Результаты
10 сентября были избраны 404 члена Конгресса депутатов.
Победу на выборах одержала коалиция Либеральной и Монархической демократической партий. Считая союзников из числа баскских династистов и либералов-«пуигсерверистов», партия смогла получить 227 мест в Конгрессе депутатов (56,19 %).. Их главным оппонентам, консерваторам Маура, Ромеро Робледо и сторонникам умершего незадолго до выборов Фернандеса Вильяверде пришлось удовлетвориться 126 местами (31,19 %). Республиканцы несколько уменьшили своё представительство в Конгрессе депутатов.
Итоги выборов в Конгресс депутатов Испании 10 сентября 1905 года
| Партии и коалиции                                            | Партии и коалиции                                   | Партии и коалиции                                         | Партии и коалиции                                                   | Лидер                                                   | Голоса | Голоса | Голоса | Места      | Места | Места  |
| Партии и коалиции                                            | Партии и коалиции                                   | Партии и коалиции                                         | Партии и коалиции                                                   | Лидер                                                   | #      | %      | +/−    | Места      | +/−   | %      |
| ------------------------------------------------------------ | --------------------------------------------------- | --------------------------------------------------------- | ------------------------------------------------------------------- | ------------------------------------------------------- | ------ | ------ | ------ | ---------- | ----- | ------ |
|                                                              |                                                     | Либеральная партия — Монархическая демократическая партия | исп. Partido Liberal, PL — исп. Partido Democrático Monárquico, PDM | Эухенио Монтеро Риос, Сехизмундо Морет — Хосе Каналехас |        |        |        | 227        | ▲114  | 56,19  |
| Все либералы                                                 | Все либералы                                        | Все либералы                                              | Все либералы                                                        | Все либералы                                            |        |        |        | 227        | ▼114  | 56,19  |
|                                                              |                                                     | Либерально-консервативная партия                          | исп. Partido Liberal-Conservador, PLC                               | Антонио Маура                                           |        |        |        | 100        | ▼119  | 24,75  |
|                                                              | Консерваторы-вильявердистас                         | исп. Conservadores "Villaverdistas", V                    |                                                                     |                                                         |        |        | 19     | Первый раз | 4,70  |        |
|                                                              | Либерально-реформистская партия                     | исп. Partido Liberal Reformista, PLR                      | Франсиско Ромеро Робледо                                            |                                                         |        |        | 7      | ▬          | 1,73  |        |
| Все консерваторы                                             | Все консерваторы                                    | Все консерваторы                                          | Все консерваторы                                                    | Все консерваторы                                        |        |        |        | 126        | ▼106  | 31,19  |
|                                                              |                                                     | Республиканский союз                                      | исп. Partido Unión Republicana, PUR                                 | Николас Сальмерон                                       |        |        |        | 27         | ▼3    | 6,68   |
|                                                              | Федеративная демократическая республиканская партия | исп. Partido Republicano Democrático Federal, PRDF        | Франсиско Пи-и-Арсуага                                              |                                                         |        |        | 4      | ▼3         | 0,99  |        |
| Все республиканцы                                            | Все республиканцы                                   | Все республиканцы                                         | Все республиканцы                                                   | Все республиканцы                                       |        |        |        | 31         | ▼6    | 7,67   |
|                                                              |                                                     | Традиционалистское причастие                              | исп. Comunión Tradicionalista, CT                                   | Матиас Баррио Мьер                                      |        |        |        | 4          | ▼3    | 0,99   |
|                                                              | Независимые католики                                | исп. Católico independiente                               | Маркиз де Сантильяна                                                |                                                         |        |        | 3      | ▼2         | 0,74  |        |
|                                                              | Национальная католическая партия                    | исп. Partido Católico Nacional, PCN                       | Рамон Носедаль                                                      |                                                         |        |        | 2      | ▲1         | 0,50  |        |
| Все карлисты и традиционалисты                               | Все карлисты и традиционалисты                      | Все карлисты и традиционалисты                            | Все карлисты и традиционалисты                                      | Все карлисты и традиционалисты                          |        |        |        | 9          | ▼4    | 2,23   |
|                                                              |                                                     | Регионалистская лига                                      | исп. Lliga Regionalista, LR                                         | Бартомеу Роберт                                         |        |        |        | 7          | ▲2    | 1,73   |
| Все регионалисты                                             | Все регионалисты                                    | Все регионалисты                                          | Все регионалисты                                                    | Все регионалисты                                        |        |        |        | 7          | ▲2    | 1,73   |
|                                                              | Независимые                                         | Независимые                                               | Независимые                                                         | Независимые                                             |        |        |        | 4          | ▲1    | 0,99   |
|                                                              |                                                     |                                                           |                                                                     |                                                         |        |        |        |            |       |        |
| Всего                                                        | Всего                                               | Всего                                                     | Всего                                                               | Всего                                                   | н/д    | 100,00 |        | 404        | ▲1    | 100,00 |
|                                                              |                                                     |                                                           |                                                                     |                                                         |        |        |        |            |       |        |
| Источник: - Historia Electoral - Spain Historical Statistics |                                                     |                                                           |                                                                     |                                                         |        |        |        |            |       |        |

1. ↑  Включая баскских династистов и либералов-«пуигсерверистов»

## Результаты по регионам
Либералы и демократы заняли первое место по количеству избранных депутатов в 34 провинциях. Либерально-консервативная партия смогла победить в 10 провинциях. В провинции Барселона выборы выиграла Регионалистская лига, в Наварре победу одержали карлисты, в Гипускоа — независимые католики. В провинциях Сориа и Кастельон мандаты поделили либералы и консерваторы. В двух из четырёх крупнейших городов страны выборы выиграли республиканцы. Республиканский союз завоевал 4 из 7 мандатов в Барселоне из все 3 мандата в Валенсии, а также 2 мандата 8 в Мадриде и 1 из 5 Севилье. В Мадриде победу одержали монархисты, взяв 6 мандатов из 8 (4 достались либералам и по одному консерваторам и либерал-реформистам). В каталонской столице 2 места завоевала Регионалистская лига и одно республиканцы-федералисты. Либералы смогли победить только в Севилье (3 мандата из 5), ещё одно места взяли консерваторы.

## После выборов
12 октября 1905 года новым председателем Конгресса депутатов был избран Антонио Агилар, Маркиза де-ла-Вега-де-Армихо (Либеральная партия), за которого проголосовали 216 парламентариев (республиканцы не голосовали). 19 января 1906 года его сменил Хосе Каналехас (Монархическая демократическая партия). Председателем Сената был Хосе Лопес Домингес (Либеральная партия), которого в июле 1906 года сменил либерал Эухенио Монтеро Риос.
Срок полномочий Конгресса депутатов 1905—1907 годов проходил под знаком ожесточённой борьбы внутри либерального лагеря. После смерти основателя партии Пракседеса Матео Сагасты в 1903 году либералов возглавил Монтеро Риос. Вскоре он вступив в конфликт с лидером умеренного крыла Сехизмундо Моретом, получив поддержку левой фракции Антонио Агилара и экс-либерала Хосе Каналехаса, к тому моменту создавшему Монархическую демократическую партию.
1 декабря 1905 года Монтеро Риос ушёл в отставку после отказа короля Альфонсо XIII наказать военных виновных в нападении на редакцию каталонского сатирического еженедельника ¡Cu-Cut!. Новым главой кабинета стал оппонент Монтеро Риоса Морет, согласившийся принять закон по которому все преступления «против страны или армии» передавались в юрисдикцию военной юстиции. Инцидент с ¡Cu-Cut! впоследствии привёл к появлению коалиции «Каталанская солидарность» (кат. Solidaritat Catalana) во главе с Энриком Пратом-де-ла-Риба, объединившей почти все каталонские партии.
Непрекращающиеся конфликты внутри Либеральной партии привели к частой смене премьер-министров. 6 июля 1906 года правительство Испании возглавил генерал Хосе Лопес Домингес (либералы и демократы). 20 ноября того же 1906 года к власти вернулся Сехизмундо Морет, но уже 4 декабря его во главе Совета министров сменил лидер левого крыла либералов Антонио Агилар. Он руководил правительством до 25 января 1907 года, после чего власть перешла в руки консерваторов.